# Robert Boyer
Robert Boyer (25 de marzo de 1943) es un economista francés conocido por ser uno de los principales autores de la escuela de la regulación.

## Formación
Boyer estudió en algunas de las grandes escuelas francesas: la Escuela politécnica (promoción X 1962), Sciences Po y la Escuela Nacional de Puentes y Calzadas (ENPC).

## Funciones
Rober Boyer desempeña diversas actividades científicas y administrativas, entre las cuales:
- Economiste en el Centro para la Investagación Económica y sus Aplicaciones (CEPREMAP)
- Director de investigaciones del CNRS en la Escuela Normal Superior
- Director de estudios en la Escuela de Estudios Superiores en Ciencias Sociales (EHESS)
- Miembro del Consejo de Análisis Económico
- Miembro del consejo científico del Centro San Gobain para la Investigación en Economía
- Miembro del comité ejecutivo de la Society for the Advancement of Socio-Economic
- Miembro del comité de dirección de la Asociación Francesa de Ciencia Económica

## Obra
Boyer define sus investigaciones de la siguiente manera:
¿Cómo y por qué las regularidades económicas se transforman en la historia? ¿Por qué razones los modos de regulación difieren en cada época? Tanto las transformaciones institucionales acometidas desde los años 70 como las investigaciones sobre las transformaciones del capitalismo norteamericano, y luego francés, suscitaron la emergencia de una problemática que se reagrupa bajo el nombre de Teoría de la Regulación. En lo esencial, las investigaciones apuntan a la elaboración de una macroeconomía institucional e histórica, a través del análisis de la relación salarial, de los sistemas de innovación, de los regímenes monetarios y financieros, de la formación de una política económica, de las configuraciones internacionales, y sin olvidar la historia de las ideas y de las teorías económicas. Dos instrumentos han sido privilegiados: los estudios históricos en el largo plazo y las comparaciones internacionales sistemáticas sobre el periodo contemporáneo. Recientemente, se han explorado las bases institucionales y macro sociales de una microeconomía.
En su libro La teoría de la regulación, Boyer desarrolla una alternativa al modelo neoclásico de equilibrio general. Busca comprender cómo se transforman las estructuras económicas y sociales en el largo plazo, adoptando una aproximación institucionalista: los fenómenos económicos sólo pueden ser comprendidos a partir de la interdisciplinariedad. Boyer define la regulación como "la manera en la que se reproduce la estructura determinante de una sociedad en sus leyes generales". Tras el agotamiento del régimen de crecimiento fordista, Boyer se cuestiona la posibilidad de la emergencia de un nuevo modo de regulación fundado sobre las finanzas y su capacidad para relanzar el crecimiento de forma sostenida. 

## Principales publicaciones
- Accumulation, inflation, crises (con Jacques Mistral). PUF. 1978.

- La teoría de la regulación: un análisis crítico. Humanitas. Buenos Aires. 1989.

- L'après-fordisme (con Jean-Pierre Durand). Syros. 1993.

- Théorie de la régulation: l'état des savoirs (con Yves Saillard). La Découverte. 1995

- Los modelos productivos (con Michel Freyssenet). Fundamentos. 2003.

- The Future of Economic Growth: As New Becomes Old. E. Elgar. 2004.

- La antropología económica de Pierre Bourdieu. Trad. Sergio L. Sandoval A. Universidad de Guadalajara, México. 2015.